# Église pentecôtiste unie internationale
L'Église Pentecôtiste Unie Internationale (EPUI) (anglais : United Pentecostal Church International UPCI) est une dénomination pentecôtiste unitaire dont le siège se trouve à Weldon Spring, dans le Missouri. L'Église Pentecôtiste Unie Internationale a été fondée en 1945 par la fusion de l'ancienne Église Pentecôtiste, Inc. et des Assemblées Pentecôtistes de Jésus-Christ.
L'Église Pentecôtiste Unie Internationale a débuté avec 521 églises et s'est développée pour atteindre plus de 45 000 églises, y compris des œuvres filles et des points de prédication, 45 000 ministres, et une communauté totale de plus de 5,85 millions de personnes dans le monde entier, ce qui en fait la plus grande dénomination unitaire. La communion internationale des Pentecôtistes Unis est composée d'organisations nationales qui sont unies sous le Conseil mondial de l'EPUI, présidé actuellement par le surintendant général de l'EPUI, David K. Bernard.

## Histoire
L'Église Pentecôtiste Unie Internationale est issue du mouvement pentecôtiste, qui trouve ses origines dans les enseignements de Charles Parham à Topeka, Kansas, et le Réveil d'Azusa Street dirigé par William J. Seymour en 1906. L'EPUI retrace ses racines organisationnelles à 1916, lorsqu'un grand groupe de ministres pentecôtistes au sein des Assemblées de Dieu des États-Unis a commencé à s'unir autour de l'enseignement de l'unicité de Dieu et du baptême d'eau au nom de Jésus-Christ. Plusieurs ministres unitaires se sont réunis à Eureka Springs, Arkansas, et le 2 janvier 1917, ils ont formé une organisation pentecôtiste unitaire appelée l'Assemblée Générale des Assemblées Apostoliques{.
L'Assemblée Générale des Assemblées Apostoliques a fusionné avec une autre église, les Assemblées Pentecôtistes du Monde (PAW), et a accepté le leadership de G. T. Haywood, un Afro-Américain. Ce groupe a tenu la première réunion à Eureka Springs en 1918. Cette organisation interraciale a adopté le nom de PAW et est restée le seul corps pentecôtiste unitaire jusqu'à la fin de 1924. Les lois ségrégationnistes du Sud et la haine raciale ont conduit de nombreux dirigeants blancs à se retirer des PAW plutôt que de rester sous une direction afro-américaine. Cependant, de nombreuses congrégations locales dans le sud des États-Unis sont restées intégrées tout en tentant de se conformer aux lois locales sur la ségrégation.
En 1925, trois nouvelles églises unitaires ont été formées : les Églises Apostoliques de Jésus-Christ, l'Alliance Ministérielle Pentecôtiste, et l'Église d'Emmanuel en Jésus-Christ. En 1927, des démarches ont été entreprises pour réunifier ces organisations. Lors d'une convention commune à Guthrie, Oklahoma, l'Église d'Emmanuel en Jésus-Christ et les Églises Apostoliques de Jésus-Christ ont fusionné, prenant le nom d'Église Apostolique de Jésus-Christ. Cette fusion a réuni environ 400 ministres pentecôtistes unitaires. En 1931, une conférence d'unité avec des représentants de quatre organisations unitaires s'est tenue à Columbus, Ohio, dans le but de réunir tous les pentecôtistes unitaires. L'Alliance Ministérielle Pentecôtiste a voté en faveur d'une fusion avec l'Église Apostolique de Jésus-Christ, mais les termes de la fusion proposée ont été rejetés par cet organisme. Néanmoins, une union entre l'Église Apostolique de Jésus-Christ et les PAW a été réalisée en novembre 1931. Le nouveau corps a conservé le nom des Assemblées Pentecôtistes du Monde.
En 1932, l'Alliance Ministérielle Pentecôtiste a changé son nom en Église Pentecôtiste, Incorporated, pour refléter sa structure organisationnelle. En 1936, les ministres de l'Église Pentecôtiste, Incorporated ont voté pour travailler à une fusion avec les Assemblées Pentecôtistes de Jésus-Christ. La fusion finale n'a cependant été réalisée que le 25 septembre 1945, lorsque ces deux organisations pentecôtistes unitaires ont voté à St. Louis, Missouri, pour fusionner et former l'Église Pentecôtiste Unie Internationale. La fusion de ces deux corps pentecôtistes unitaires a réuni 521 églises.
Aux États-Unis et au Canada, la nouvelle Église Pentecôtiste Unie Internationale reflétait traditionnellement la démographie environnante, avec une majorité de sa communauté étant blanche et anglo-américaine. Au cours du dernier quart du vingtième siècle, cependant, l'Église Pentecôtiste Unie Internationale a tenté d'orienter ses doctrines vers l'inclusion de toutes les races et cultures en Amérique du Nord. En 2008, l'Église Pentecôtiste Unie Internationale a publié une déclaration contre le racisme, affirmant la valeur et la dignité de chaque être humain, quelle que soit sa race ou son origine ethnique, et s'opposant ainsi au sectarisme et à la haine.

## Croyances
L'Église a une confession de foi pentecôtiste unitaire.
La théologie centrale de l'EPUI est cohérente avec celle des autres pentecôtistes unitaires, rejetant la Trinité et croyant plutôt que le Père, le Fils et le Saint-Esprit sont différentes manifestations de Dieu, plutôt que des personnes distinctes. L'EPUI croit qu'il faut se repentir, être baptisé "au nom de Jésus" (au lieu de "au nom du Père, du Fils et du Saint-Esprit") et recevoir le Saint-Esprit avec la preuve initiale du parler en langues pour être sauvé, comme le décrit Actes 2:38.

## Statistiques
L'EPUI est passé de 521 églises membres en 1945 à 5 081 églises (y compris 489 œuvres filles et 333 points de prédication), 12 018 ministres et une population totale de 1 091 000 aux États-Unis et au Canada en 2024. L'EPUI a également connu une croissance substantielle au cours des 10 dernières années aux États-Unis et au Canada, ajoutant 588 églises et 2 413 ministres entre 2014 et 2024. Hors des États-Unis et du Canada, l'EPUI compte 40 440 églises et points de prédication, 33 862 ministres et une population de 4 785 291 dans 218 nations et 11 territoires.
La fraternité internationale se compose d'organisations nationales unies sous le Conseil mondial de l'EPUI, présidé par le surintendant général de l'EPUI, David K. Bernard. Le nombre total de membres dans le monde, y compris l'Amérique du Nord, est de 5,85 millions.

## Établissements éducatifs
L'EPUI possède et gère un séminaire accrédité, l'Urshan Graduate School of Theology, situé à Wentzville, Missouri. Il a été accrédité par l'Association of Theological Schools en 2010 et par la Higher Learning Commission le 25 juin 2020. L'EPUI gère également un collège chrétien d'arts libéraux accrédité par la Higher Learning Commission, l'Urshan University (anciennement Urshan College et Gateway College of Evangelism) à Wentzville, Missouri. Le collège a été établi en octobre 2011 lorsque le conseil général de l'EPUI trouvé un plan pour que l'Urshan Graduate School of Theology acquière le Gateway College (un collège anciennement géré par le district du Missouri de l'EPUI) afin de créer l'Urshan University comme un nouveau collège chrétien d'arts libéraux. La transition a été complétée le 1er juillet 2012.
De plus, l'EPUI soutient plusieurs autres collèges chrétiens et bibliques. Le seul établissement accrédité soutenu mais non possédé par l'EPUI est le Christian Life College à Stockton, Californie, qui est accrédité par la Western Association of Schools and Colleges (WASC) depuis 2019. D'autres collèges bibliques non accrédités mais soutenus par l'EPUI sont :
- Apostolic Bible Institute, à St. Paul, Minnesota
- Centro Teológico Ministerial, à Pasadena, Texas
- Indiana Bible College, à Indianapolis, Indiana
- Northeast Christian College, à Fredericton, Nouveau-Brunswick, Canada
- North Texas Christian College, à Euless, Texas
- Texas Bible College, à Lufkin, Texas

Actuellement, il n'existe que trois établissements accrédités soutenus par l'EPUI :
1. Christian Life College, à Stockton, Californie
2. Urshan University, à Wentzville, Missouri
3. Urshan Graduate School of Theology, à Wentzville, Missouri

Association Mondiale des Études Théologiques
L'Association Mondiale des Études Théologiques (ou GATS, pour Global Association of Theological Studies) est le bras de l'enseignement supérieur des missions mondiales de l'EPUI, supervisant le développement et la mise en œuvre d'un programme d'études pentecôtiste unitaire pour ses écoles membres. La GATS compte 526 écoles bibliques dans 120 pays à travers le monde, représentant environ 11 000 étudiants et 3 000 diplômés chaque année. En 2019, les écoles membres ont diplômé 3 375 étudiants.